# Percnostola rufifrons
Percnostola rufifrons là một loài chim trong họ Thamnophilidae.